# 8 Horas de Baréin 2021
Las 8 Horas de Baréin de 2021 (oficialmente FIA WEC Bapco 8 Hours of Bahrain) fue la sexta y última ronda de la temporada 2021 del Campeonato Mundial de Resistencia de la FIA. Se celebró del 4 al 6 de noviembre de 2021 en el circuito Internacional de Baréin, ubicado en Sakhir, Baréin.
Esta prueba fue la última de las carreras de Anthony Davidson y Kazuki Nakajima. Davidson campeón mundial de resistencia en 2014 y 2.º en las 24 Horas de Le Mans 2013 pondrá fin a su carrera luego de este evento para dedicarse a su labor como analista de Fórmula 1 en Sky Sports. Mientras que Nakajima, campeón mundial de resistencia 2018-19 y ganador de las 24 Horas de Le Mans 2018, 2019 y 2020 pondrá punto final a su carrera en resistencia para convertirse en asesor del que fuera su equipo, Toyota Gazoo Racing.
El ganador de la prueba fue el Toyota Gazoo Racing N.º 8 pilotado por Sébastien Buemi, Kazuki Nakajima y Brendon Hartley. Su hermano el N.º 7 pilotado por Mike Conway, Kamui Kobayashi y José María López terminó en la segunda posición y con este resultado se convirtió en el primer campeón de la categoría Hypercar.
En LMP2, el ganador fue el automóvil N.º 31 de Team WRT, pilotado por Robin Frijns, Ferdinand Habsburg y Charles Milesi, quienes consiguieron su tercera victoria consecutiva y con este resultado tanto los pilotos como el equipo se consagraron campeones. En la Copa LMP2 Pro-Am, el ganador fue el chasis N.º 29 de Racing Team Nederland, que consiguió su cuarta victoria de la temporada gracias a Frits van Eerd, Giedo van der Garde y Job van Uitert. Van Eerd y Racing Team Nederland se convirtieron en los primeros campeones de la Copa LMP2 Pro-Am.
En LMGTE Pro, el ganador fue el AF Corse N.º 51 aunque esta victoria esta bajo investigación debido a una accidente que involucró a los dos contendientes al título, el AF Corse N.º 51 y el Porsche N.º 92. Tanto el título de pilotos como el de equipos quedarán sujetos a la decisión del Tribunal Internacional de Apelación de la FIA. El 10 de noviembre, Porsche anunció que retiraba la apelación hecha sobre el resultado de esta prueba. Con este hecho, Ferrari ganó el campeonato de constructores y Alessandro Pier Guidi y James Calado el de pilotos.
En LMGTE Am, el ganador fue el AF Corse N.º 83 conducido por François Perrodo, Nicklas Nielsen y Alessio Rovera quienes consiguieron su cuarta victoria de la temporada y con ello sellaron el título tanto en pilotos como equipos.

## Clasificación
Las pole positions de cada clase están marcadas en negrita.
| Pos. | Categoría | N.° | Escudería                 | Tiempo   | Dif.    | Parrilla |
| ---- | --------- | --- | ------------------------- | -------- | ------- | -------- |
| 1    | Hypercar  | 7   | Toyota Gazoo Racing       | 1:46.250 | —       | 1        |
| 2    | Hypercar  | 8   | Toyota Gazoo Racing       | 1:46.540 | +0.290  | 2        |
| 3    | Hypercar  | 36  | Alpine Elf Matmut         | 1:47.025 | +0.775  | 3        |
| 4    | LMP2      | 22  | United Autosports USA     | 1:49.525 | +3.275  | 4        |
| 5    | LMP2      | 70  | Realteam Racing           | 1:49.819 | +3.569  | 5        |
| 6    | LMP2      | 38  | JOTA                      | 1:49.910 | +3.660  | 6        |
| 7    | LMP2      | 29  | Racing Team Nederland     | 1:50.149 | +3.899  | 7        |
| 8    | LMP2      | 20  | High Class Racing         | 1:50.372 | +4.122  | 8        |
| 9    | LMP2      | 1   | Richard Mille Racing Team | 1:50.744 | +4.494  | 9        |
| 10   | LMP2      | 31  | Team WRT                  | 1:51.063 | +4.813  | 10       |
| 11   | LMP2      | 21  | DragonSpeed USA           | 1:51.134 | +4.884  | 11       |
| 12   | LMP2      | 28  | JOTA                      | 1:51.145 | +4.895  | 12       |
| 13   | LMP2      | 34  | Inter Europol Competition | 1:51.187 | +4.937  | 13       |
| 14   | LMP2      | 44  | ARC Bratislava            | 1:51.424 | +5.174  | 14       |
| 15   | LMGTE Pro | 92  | Porsche GT Team           | 1:56.041 | +9.791  | 15       |
| 16   | LMGTE Pro | 51  | AF Corse                  | 1:56.201 | +9.951  | 16       |
| 17   | LMGTE Pro | 91  | Porsche GT Team           | 1:56.541 | +10.291 | 17       |
| 18   | LMGTE Pro | 52  | AF Corse                  | 1:56.603 | +10.353 | 18       |
| 19   | LMGTE Am  | 47  | Cetilar Racing            | 1:58.712 | +12.462 | 19       |
| 20   | LMGTE Am  | 83  | AF Corse                  | 1:58.759 | +12.509 | 20       |
| 21   | LMGTE Am  | 85  | Iron Lynx                 | 1:58.958 | +12.708 | 21       |
| 22   | LMGTE Am  | 56  | Team Project 1            | 1:58.989 | +12.739 | 22       |
| 23   | LMGTE Am  | 33  | TF Sport                  | 1:59.087 | +12.837 | 23       |
| 24   | LMGTE Am  | 98  | Aston Martin Racing       | 1:59.096 | +12.846 | 24       |
| 25   | LMGTE Am  | 88  | Dempsey-Proton Racing     | 1:59.359 | +13.109 | 25       |
| 26   | LMGTE Am  | 54  | AF Corse                  | 1:59.492 | +13.242 | 26       |
| 27   | LMGTE Am  | 77  | Dempsey-Proton Racing     | 1:59.936 | +13.686 | 27       |
| 28   | LMGTE Am  | 57  | Kessel Racing             | 2:00.301 | +14.051 | 28       |
| 29   | LMGTE Am  | 777 | D'station Racing          | 2:00.364 | +14.114 | 29       |
| 30   | LMGTE Am  | 86  | GR Racing                 | 2:01.282 | +15.032 | 30       |
| 31   | LMGTE Am  | 60  | Iron Lynx                 | 2:01.941 | +15.691 | 31       |

Fuente: FIA WEC.

## Carrera
El número mínimo de vueltas para entrar en la clasificación (70% de la distancia de carrera del coche ganador de la general) fue de 172 vueltas. Los ganadores de cada clase se indican en negrita y con una cruz (†).
| Pos. | Categoría   | N.° | Escudería                 | Pilotos                                                  | Chasis                                | Neu. | Vueltas | Tiempo/Retirado |
| Pos. | Categoría   | N.° | Escudería                 | Pilotos                                                  | Motor                                 | Neu. | Vueltas | Tiempo/Retirado |
| ---- | ----------- | --- | ------------------------- | -------------------------------------------------------- | ------------------------------------- | ---- | ------- | --------------- |
| 1    | Hypercar    | 8   | Toyota Gazoo Racing       | Sébastien Buemi Kazuki Nakajima Brendon Hartley          | Toyota GR010 Hybrid                   | M    | 247     | 8:01:25.441 †   |
| 1    | Hypercar    | 8   | Toyota Gazoo Racing       | Sébastien Buemi Kazuki Nakajima Brendon Hartley          | Toyota 3.5 L Turbo V6                 | M    | 247     | 8:01:25.441 †   |
| 2    | Hypercar    | 7   | Toyota Gazoo Racing       | Mike Conway Kamui Kobayashi José María López             | Toyota GR010 Hybrid                   | M    | 247     | +7.351          |
| 2    | Hypercar    | 7   | Toyota Gazoo Racing       | Mike Conway Kamui Kobayashi José María López             | Toyota 3.5 L Turbo V6                 | M    | 247     | +7.351          |
| 3    | Hypercar    | 36  | Alpine Elf Matmut         | André Negrão Nicolas Lapierre Matthieu Vaxivière         | Alpine A480                           | M    | 241     | +6 vueltas      |
| 3    | Hypercar    | 36  | Alpine Elf Matmut         | André Negrão Nicolas Lapierre Matthieu Vaxivière         | Gibson GL458 4.5 L V8                 | M    | 241     | +6 vueltas      |
| 4    | LMP2        | 31  | Team WRT                  | Robin Frijns Ferdinand Habsburg Charles Milesi           | Oreca 07                              | G    | 240     | +7 vueltas †    |
| 4    | LMP2        | 31  | Team WRT                  | Robin Frijns Ferdinand Habsburg Charles Milesi           | Gibson GK428 4.2 L V8                 | G    | 240     | +7 vueltas †    |
| 5    | LMP2        | 38  | JOTA                      | Roberto González António Félix da Costa Anthony Davidson | Oreca 07                              | G    | 240     | +7 vueltas      |
| 5    | LMP2        | 38  | JOTA                      | Roberto González António Félix da Costa Anthony Davidson | Gibson GK428 4.2 L V8                 | G    | 240     | +7 vueltas      |
| 6    | LMP2        | 28  | JOTA                      | Sean Gelael Stoffel Vandoorne Tom Blomqvist              | Oreca 07                              | G    | 240     | +7 vueltas      |
| 6    | LMP2        | 28  | JOTA                      | Sean Gelael Stoffel Vandoorne Tom Blomqvist              | Gibson GK428 4.2 L V8                 | G    | 240     | +7 vueltas      |
| 7    | LMP2        | 22  | United Autosports USA     | Philip Hanson Fabio Scherer Filipe Albuquerque           | Oreca 07                              | G    | 240     | +7 vueltas      |
| 7    | LMP2        | 22  | United Autosports USA     | Philip Hanson Fabio Scherer Filipe Albuquerque           | Gibson GK428 4.2 L V8                 | G    | 240     | +7 vueltas      |
| 8    | LMP2        | 34  | Inter Europol Competition | Jakub Śmiechowski Renger van der Zande Alex Brundle      | Oreca 07                              | G    | 238     | +9 vueltas      |
| 8    | LMP2        | 34  | Inter Europol Competition | Jakub Śmiechowski Renger van der Zande Alex Brundle      | Gibson GK428 4.2 L V8                 | G    | 238     | +9 vueltas      |
| 9    | LMP2 Pro-Am | 29  | Racing Team Nederland     | Frits van Eerd Giedo van der Garde Job van Uitert        | Oreca 07                              | G    | 238     | +9 vueltas †    |
| 9    | LMP2 Pro-Am | 29  | Racing Team Nederland     | Frits van Eerd Giedo van der Garde Job van Uitert        | Gibson GK428 4.2 L V8                 | G    | 238     | +9 vueltas †    |
| 10   | LMP2 Pro-Am | 70  | Realteam Racing           | Esteban Garcia Loïc Duval Norman Nato                    | Oreca 07                              | G    | 238     | +9 vueltas      |
| 10   | LMP2 Pro-Am | 70  | Realteam Racing           | Esteban Garcia Loïc Duval Norman Nato                    | Gibson GK428 4.2 L V8                 | G    | 238     | +9 vueltas      |
| 11   | LMP2 Pro-Am | 20  | High Class Racing         | Dennis Andersen Anders Fjordbach Robert Kubica           | Oreca 07                              | G    | 237     | +10 vueltas     |
| 11   | LMP2 Pro-Am | 20  | High Class Racing         | Dennis Andersen Anders Fjordbach Robert Kubica           | Gibson GK428 4.2 L V8                 | G    | 237     | +10 vueltas     |
| 12   | LMP2        | 1   | Richard Mille Racing Team | Tatiana Calderón Sophia Flörsch Beitske Visser           | Oreca 07                              | G    | 237     | +10 vueltas     |
| 12   | LMP2        | 1   | Richard Mille Racing Team | Tatiana Calderón Sophia Flörsch Beitske Visser           | Gibson GK428 4.2 L V8                 | G    | 237     | +10 vueltas     |
| 13   | LMP2 Pro-Am | 21  | DragonSpeed USA           | Henrik Hedman Juan Pablo Montoya Ben Hanley              | Oreca 07                              | G    | 236     | +11 vueltas     |
| 13   | LMP2 Pro-Am | 21  | DragonSpeed USA           | Henrik Hedman Juan Pablo Montoya Ben Hanley              | Gibson GK428 4.2 L V8                 | G    | 236     | +11 vueltas     |
| 14   | LMP2 Pro-Am | 44  | ARC Bratislava            | Miro Konôpka Olli Caldwell Nelson Panciatici             | Oreca 07                              | G    | 235     | +12 vueltas     |
| 14   | LMP2 Pro-Am | 44  | ARC Bratislava            | Miro Konôpka Olli Caldwell Nelson Panciatici             | Gibson GK428 4.2 L V8                 | G    | 235     | +12 vueltas     |
| 15   | LMGTE Pro   | 51  | AF Corse                  | Alessandro Pier Guidi James Calado                       | Ferari 488 GTE Evo                    | M    | 233     | +14 vueltas †   |
| 15   | LMGTE Pro   | 51  | AF Corse                  | Alessandro Pier Guidi James Calado                       | Ferrari Ferrari F154CB 3.9 L Turbo V8 | M    | 233     | +14 vueltas †   |
| 16   | LMGTE Pro   | 92  | Porsche GT Team           | Kévin Estre Neel Jani Michael Christensen                | Porsche 911 RSR-19                    | M    | 233     | +14 vueltas     |
| 16   | LMGTE Pro   | 92  | Porsche GT Team           | Kévin Estre Neel Jani Michael Christensen                | Porsche 4.2 L Flat-6                  | M    | 233     | +14 vueltas     |
| 17   | LMGTE Pro   | 52  | AF Corse                  | Daniel Serra Miguel Molina                               | Ferari 488 GTE Evo                    | M    | 233     | +14 vueltas     |
| 17   | LMGTE Pro   | 52  | AF Corse                  | Daniel Serra Miguel Molina                               | Ferrari Ferrari F154CB 3.9 L Turbo V8 | M    | 233     | +14 vueltas     |
| 18   | LMGTE Pro   | 91  | Porsche GT Team           | Gianmaria Bruni Richard Lietz Frédéric Makowiecki        | Porsche 911 RSR-19                    | M    | 231     | +16 vueltas     |
| 18   | LMGTE Pro   | 91  | Porsche GT Team           | Gianmaria Bruni Richard Lietz Frédéric Makowiecki        | Porsche 4.2 L Flat-6                  | M    | 231     | +16 vueltas     |
| 19   | LMGTE Am    | 83  | AF Corse                  | François Perrodo Nicklas Nielsen Alessio Rovera          | Ferrari 488 GTE Evo                   | M    | 230     | +17 vueltas †   |
| 19   | LMGTE Am    | 83  | AF Corse                  | François Perrodo Nicklas Nielsen Alessio Rovera          | Ferrari Ferrari F154CB 3.9 L Turbo V8 | M    | 230     | +17 vueltas †   |
| 20   | LMGTE Am    | 77  | Dempsey-Proton Racing     | Christian Ried Jaxon Evans Matt Campbell                 | Porsche 911 RSR-19                    | M    | 229     | +18 vueltas     |
| 20   | LMGTE Am    | 77  | Dempsey-Proton Racing     | Christian Ried Jaxon Evans Matt Campbell                 | Porsche 4.2 L Flat-6                  | M    | 229     | +18 vueltas     |
| 21   | LMGTE Am    | 56  | Team Project 1            | Egidio Perfetti Matteo Cairoli Riccardo Pera             | Porsche 911 RSR-19                    | M    | 229     | +18 vueltas     |
| 21   | LMGTE Am    | 56  | Team Project 1            | Egidio Perfetti Matteo Cairoli Riccardo Pera             | Porsche 4.2 L Flat-6                  | M    | 229     | +18 vueltas     |
| 22   | LMGTE Am    | 47  | Cetliar Racing            | Roberto Lacorte Giorgio Sernagiotto Antonio Fuoco        | Ferrari 488 GTE Evo                   | M    | 229     | +18 vueltas     |
| 22   | LMGTE Am    | 47  | Cetliar Racing            | Roberto Lacorte Giorgio Sernagiotto Antonio Fuoco        | Ferrari Ferrari F154CB 3.9 L Turbo V8 | M    | 229     | +18 vueltas     |
| 23   | LMGTE Am    | 57  | Kessel Racing             | Takeshi Kimura Mikkel Jensen Scott Andrews               | Ferrari 488 GTE Evo                   | M    | 228     | +19 vueltas     |
| 23   | LMGTE Am    | 57  | Kessel Racing             | Takeshi Kimura Mikkel Jensen Scott Andrews               | Ferrari Ferrari F154CB 3.9 L Turbo V8 | M    | 228     | +19 vueltas     |
| 24   | LMGTE Am    | 60  | Iron Lynx                 | Claudio Schiavoni Andrea Piccini Matteo Cressoni         | Ferrari 488 GTE Evo                   | M    | 228     | +19 vueltas     |
| 24   | LMGTE Am    | 60  | Iron Lynx                 | Claudio Schiavoni Andrea Piccini Matteo Cressoni         | Ferrari Ferrari F154CB 3.9 L Turbo V8 | M    | 228     | +19 vueltas     |
| 25   | LMGTE Am    | 54  | AF Corse                  | Thomas Flohr Francesco Castellacci Giancarlo Fisichella  | Ferrari 488 GTE Evo                   | M    | 227     | +20 vueltas     |
| 25   | LMGTE Am    | 54  | AF Corse                  | Thomas Flohr Francesco Castellacci Giancarlo Fisichella  | Ferrari Ferrari F154CB 3.9 L Turbo V8 | M    | 227     | +20 vueltas     |
| 26   | LMGTE Am    | 777 | D'station Racing          | Satoshi Hoshino Tomonobu Fujii Andrew Watson             | Aston Martin Vantage AMR              | M    | 227     | +20 vueltas     |
| 26   | LMGTE Am    | 777 | D'station Racing          | Satoshi Hoshino Tomonobu Fujii Andrew Watson             | Aston Martin 4.0 L Turbo V8           | M    | 227     | +20 vueltas     |
| 27   | LMGTE Am    | 85  | Iron Lynx                 | Rahel Frey Sarah Bovy Katherine Legge                    | Ferrari 488 GTE Evo                   | M    | 225     | +22 vueltas     |
| 27   | LMGTE Am    | 85  | Iron Lynx                 | Rahel Frey Sarah Bovy Katherine Legge                    | Ferrari Ferrari F154CB 3.9 L Turbo V8 | M    | 225     | +22 vueltas     |
| 28   | LMGTE Am    | 86  | GR Racing                 | Michael Wainwright Ben Barker Tom Gamble                 | Porsche 911 RSR-19                    | M    | 224     | +23 vueltas     |
| 28   | LMGTE Am    | 86  | GR Racing                 | Michael Wainwright Ben Barker Tom Gamble                 | Porsche 4.2 L Flat-6                  | M    | 224     | +23 vueltas     |
| 29   | LMGTE Am    | 98  | Aston Martin Racing       | Paul Dalla Lana Augusto Farfus Marcos Gomes              | Aston Martin Vantage AMR              | M    | 223     | +24 vueltas     |
| 29   | LMGTE Am    | 98  | Aston Martin Racing       | Paul Dalla Lana Augusto Farfus Marcos Gomes              | Aston Martin 4.0 L Turbo V8           | M    | 223     | +24 vueltas     |
| Ret  | LMGTE Am    | 33  | TF Sport                  | Ben Keating Dylan Pereira Felipe Fraga                   | Aston Martin Vantage AMR              | M    | 128     | Retirado        |
| Ret  | LMGTE Am    | 33  | TF Sport                  | Ben Keating Dylan Pereira Felipe Fraga                   | Aston Martin 4.0 L Turbo V8           | M    | 128     | Retirado        |
| Ret  | LMGTE Am    | 88  | Dempsey-Proton Racing     | Khaled Al Qubaisi Axcil Jefferies Julien Andlauer        | Porsche 911 RSR-19                    | M    | 90      | Retirado        |
| Ret  | LMGTE Am    | 88  | Dempsey-Proton Racing     | Khaled Al Qubaisi Axcil Jefferies Julien Andlauer        | Porsche 4.2 L Flat-6                  | M    | 90      | Retirado        |

Fuente: FIA WEC.